# Bridgeport (Virgínia Ocidental)
Bridgeport é uma cidade localizada no estado norte-americano de Virgínia Ocidental, no Condado de Harrison.

## Demografia
Segundo o censo norte-americano de 2000, a sua população era de 7306 habitantes. 
Em 2006, foi estimada uma população de 7756, um aumento de 450 (6.2%).

## Geografia
De acordo com o United States Census Bureau tem uma área de 
21,6 km², dos quais 21,5 km² cobertos por terra e 0,1 km² cobertos por água.

## Localidades na vizinhança
O diagrama seguinte representa as localidades num raio de 8 km ao redor de Bridgeport. 